# Die Windows
Die Windows est un duo pop anglo-allemand, numéro un des ventes en Allemagne en 1972 avec le titre How Do You Do?.
Début 1972, le duo néerlandais Mouth & MacNeal obtient un grand succès avec la chanson How Do You Do dont la version anglaise est cinquième des ventes en Allemagne. Pour une reprise en allemand, on met ensemble Jeanette McKinlay et Peter Petrel, issu du milieu jazz, pour créer le duo.
La version allemande est numéro un des ventes le 24 mars et le reste huit semaines. Le duo publie aussi une version en anglais sous le nom simple de "Windows". Puis sort le single Jeder Tag (Nobody's Baby pour la version anglaise), qui n'a aucun succès.
Trois autres chansons rentrent dans les meilleures ventes : Tell Me Baby (1972), Alright, Okay, I Love You (1973) et Hast du keine anderen Sorgen? (1974).
Peter Petrel préfère par la suite se consacrer à ses projets personnels.